# ちえのわクラブ
『ちえのわクラブ』はラジオ東京→東京放送ラジオ局（現・TBSラジオ）に於いて、1951年12月30日から1962年3月25日まで、その後東京放送テレビ局（現・TBSテレビ）に於いて、1962年4月1日から1969年5月4日まで、いづれも毎週日曜日早朝に、千代田生命保険（のちにAIGスター生命保険を経て、現在のジブラルタ生命保険）協賛で公開生放送（場所によっては公開録音）された、児童向け教養番組である。
同番組は、ラジオ東京の開局当初から放送されたもので、ラジオ東京→TBSの本社スタジオ、ないしは東京都内や周辺県の小学校の体育館などを会場に公開生放送（または公開録音）を行い、教育心理学者の牛島義友の指導のもと、日本赤十字社参与・ボーイスカウト日本連盟理事など児童と向き合うことが多かった古田誠一郎や童謡歌手などを交えて、童謡・唱歌の歌唱や、劇、クイズ形式の教養の講義などを放送していた。
ラジオ生放送時代には、光の友社より同番組で過去に放送されたエピソードを取りまとめた書籍（編：ラジオ東京、著：滝澤譲）が、「小学初級（低学年向け）」「小学中級（中学年向け）」「小学上級（高学年向け）」の3つに分けて発売された。この書籍にはその当時の公開生放送・録音のスタジオ風景の写真も収録されている。
本番組の終了後、日曜日早朝における千代田生命保険一社提供枠は『志ん馬・百聞一見』に引き継がれた。

## 出演した童謡歌手
- 古賀さと子[1]
- 田端典子[1]
- 小鳩くるみ（現・鷲津名都江）[1]
- ビクター児童合唱団[1]

## 主題歌・挿入歌
- 「ちえのわクラブのうた」[1]
  - 作詞：ちえのわクラブ、作曲：小池正夫
- 「よい子はいつも」[1]
  - 作詞：河野千枝子、作曲：平岡照章、歌：古賀さと子、ビクター児童合唱団
  - 日本ビクターから1953年10月発売。古賀さと子のシングル「チリリン チリリン」B面曲[3]。
- 「仲よし横町」[1]
- 「明るい日曜日」
  - 作詞：滝沢ゆずる、作曲：小池正夫、歌：田端典子、ビクター児童合唱団
  - 日本ビクターから1955年9月発売。古賀さと子のシングル「バンビのお靴」B面曲[4]。